# 國家生物模式中心
國家生物模式中心（英語：National Center for Biomodels，縮寫NCB）是台灣的一個研究機構；原為國家實驗動物中心（英語：National Laboratory Animal Center，縮寫NLAC），現隸屬於財團法人國家實驗研究院。

為提供與發展動物模式、離體試驗、電腦模擬等多軌測試方式，培育實驗動物科學人才，以完善中華民國生醫研究與臨床前測試技術能量、促進國際交流及跨領域技術接軌，自民國114年（2025年）3月25日更名為國家生物模式中心，

## 歷史
國家實驗動物中心成立於1994年，是台灣第一個大規模的无特定病原体（SPF）實驗室鼠類供應商。2003年6月，該中心納入財團法人國家實驗研究院的體系之下。NLAC 支持台灣的生物醫學產業。
2015年，NLAC成功繁殖出第一批先進重度免疫缺陷（ASID）小鼠，並建立了商業化的品系。這些小鼠的生產成本為新台幣3,000元，遠低於從美國和日本進口的小鼠，後者的成本介於新台幣15,000至30,000元之間。

## 設施
2019年，NLAC在台北的國家生技研究園區新建了一座價值20億新台幣的研究中心。這個新設施不僅是一個研究中心，還是珍稀老鼠受精卵的儲存庫。截至2019年，這個儲存庫中保存著830,000個受精卵。
NLAC在新竹生物醫學園區運營一個臨床前測試實驗室，並在南部科學園區設有臨床前動物護理和手術設施。

## 外部連結
- 國家實驗研究院國家實驗動物中心官方網站 （页面存档备份，存于）

## 來源
1. ↑  . https://www.ncb.niar.org.tw. NLAC.   [2020-03-27]. （原始内容存档于2024-06-17）. 外部链接存在于|website= (帮助)
2. ↑  Ferry, Timothy. . topics.amcham.com.tw. American Chamber of Commerce. 2019-09-25  [2020-03-27]. （原始内容存档于2024-06-17）.
3. ↑  Wei-han, Chen. . www.taipeitimes.com. Taipei Times. 2015-11-12  [2020-03-27]. （原始内容存档于2024-06-17）.
4. ↑  Tzu-ti, Huang. . www.taiwannews.com.tw. Taiwan News. 2019-01-18  [2020-03-27]. （原始内容存档于2020-03-27）.
5. ↑  and Chung Yu-chen, Liu Lee-jung. . focustaiwan.tw. Focus Taiwan. 2019-01-17  [2020-03-27]. （原始内容存档于2024-06-20）.
6. ↑  Chia-nan, Lin. . www.taipeitimes.com. Taipei Times. 2020-03-25  [2020-03-27]. （原始内容存档于2024-06-17）.